# Hindsight (série de televisão)
Hindsight foi uma série de televisão da VH1 que estreou em 2015. O show tem um spin-off chamado Planet Sebastian. O spin-off tem um estilo talk show com acesso público hospedado por Sebastian Wexler, um personagem que dirige uma loja de vídeo em destaque em "Hindsight". Os episódios de "Planet Sebastian" estão no website da VH1.

## Sinopse
Becca, está lutando com dúvidas na véspera de seu segundo casamento, encontra-se enviada de volta a 1995. Especificamente, Becca descobre que ela tem tempo e viajou para o dia de seu primeiro casamento, um casamento que, finalmente, terminou em divórcio. Após a sua chegada em 1995, Becca se reúne com sua melhor amiga Lolly, rompe seu noivado com seu primeiro marido, e decide usar sua viagem de volta no tempo para corrigir o que ela vê como erros profissionais e pessoais.

## Elenco

### Principal
- Laura Ramsey ... Becca Brady
- Sarah Goldberg ... Lolly Lavigne
- Craig Horner ... Sean Reeves
- Nick Clifford ... Andy Kelly
- John Patrick Amedori ... Jamie Brady
- Jessy Hodges ... Melanie Morelli
- Drew Sidora ... Paige Hill

### Recorrente
- Donna Murphy ... Georgie Brady
- Adam Herschman ... Sebastian Wexler
- Collins Pennie ... Xavier
- Alexandra Chando ... Noelle
- Steve Talley ... Kevin
- Joshua Mikel ... Stanton
- Brian Kerwin ... Lincoln Brady
- Lauren Boyd ... Lois
- Liz Holtan ... Phoebe
- Briana Venskus ... Victoria
- Charlie Bodin ... Chester

## Recepção
Hindsight teve recepção geralmente favorável por parte da crítica especializada. Com base em 8 avaliações profissionais alcançou uma pontuação de 72% no Metacritic.
A Variety chamou o show de "arejado", com uma premissa intrigante e ao mesmo tempo, apontando que, como muitas histórias de viagem no tempo, a narrativa não necessariamente resiste a uma análise. Rolling Stone elogiou a relação entre Becca e Lolly embora salientando uso do show de "arquétipos da cultura pop dos anos 90 para invocar nostalgia". Vulture chamou a visão do show de "perfeito", enquanto o The New York Times chamou o show de "inteligente, afetado e sly" e um "drama de período credível, em algum lugar como Beverly Hills 90210 e Friends, e uma ruminação estofada em destino e vontade".